# Crkva Sv. Križa u Podgori
Crkva Sv. Križa s grobljem u mjestu Podgori, općina Dubrovačko primorje, zaštićeno kulturno dobro.

## Opis dobra
Crkva Sv. Križa smještena je na seoskom groblju uz cestu koja vodi od sela Mravinjice u pravcu Podgore. To je jednobrodna građevina bez apside, orijentirana u pravcu istok-zapad. Crkva je građena u 1. polovini 19. stoljeća te je obnovljena u 1. polovini 20. stoljeća. Toponim "Miholjkrst" kao i nekoliko nadgrobnih spomenika upućuje na mogućnost potencijalne arheološke zone tj. da je crkva sagrađena na mjestu ranije sakralne građevine.

## Zaštita
Pod oznakom Z-957 zavedena je kao nepokretno kulturno dobro - pojedinačno, pravna statusa zaštićena kulturnog dobra, klasificirano kao "sakralna graditeljska baština".